# Az én családom
Az én családom (eredeti cím: My Family) 1995-ben bemutatott amerikai filmdráma, melyet Gregory Nava és Anna Thomas forgatókönyvéből Gregory Nava rendezett. A főbb szerepekben Jimmy Smits, Edward James Olmos és Esai Morales látható.

## Cselekmény
A film egy mexikói–amerikai család három generációjának életének történetét meséli el, akik Los Angelesben telepednek le.

## Szereplők
- Jimmy Smits – Santiago “Jimmy” Sánchez
(magyar hangja Kőszegi Ákos)[1]
  - Jonathan Hernandez – fiatal Jimmy Sánchez
- Edward James Olmos – Francisco “Paco” Sánchez
  - Benito Martinez – fiatal Paco Sánchez
- Esai Morales – Jesus "Chucho" Sánchez
(magyar hangja Dózsa Zoltán)[1]
- Elpidia Carrillo – Isabel Magaña Sánchez
- Enrique Castillo – Guillermo "Memo" Sánchez
  - Greg Albert – fiatal Memo Sánchez
- Rafael Cortés – Roberto Sánchez
- Michael DeLorenzo – Butch Mejia
- Constance Marie – Antonia “Toni” Sánchez
- Scott Bakula – David Ronconi
- Lupe Ontiveros – Irene Sánchez
  - Maria Canals – fiatal Irene Sánchez
- León Singer – El Californio
- Mary Steenburgen – Gloria
- Dedee Pfeiffer – Karen Gillespie
- Bibi Besch – Mrs. Gillespie
- Bruce Gray – Mr. Gillespie
- Eduardo Lopez Rojas – Jose Sánchez
  - Jacob Vargas – fiatal Jose Sánchez
- Jenny Gago – Maria Sánchez
  - Jennifer Lopez – fiatal Maria Sánchez